# Водос (Новгородская область)
Водос — железнодорожная станция в Чудовском районе Новгородской области в составе Успенского сельского поселения у железнодорожной линии Волховстрой — Чудово Санкт-Петербургского отделения Октябрьской железной дороги.

## География
Находится в северной части Новгородской области на расстоянии приблизительно 13 км на север-северо-восток по прямой от районного центра города Чудово.

## История
На карте 1937 года уже была обозначена как разъезд. В пределах поселка находится остановочный пункт Водос.

## Население
Численность населения: 10 человек (русские 100 %) в 2002 году, 0 в 2010.